# اوراکل (فیلم)
اوراکل (انگلیسی: The Oracle) یک فیلم کمدی بریتانیایی به کارگردانی سی. ام. پنینگتون-ریچاردز است که در سال ۱۹۵۳ به نمایش در آمد. از بازیگران آن می‌توان به وارن بیتی، گیلیان لیند و ویرجینیا مکنا اشاره کرد.